# Théodore Botrel

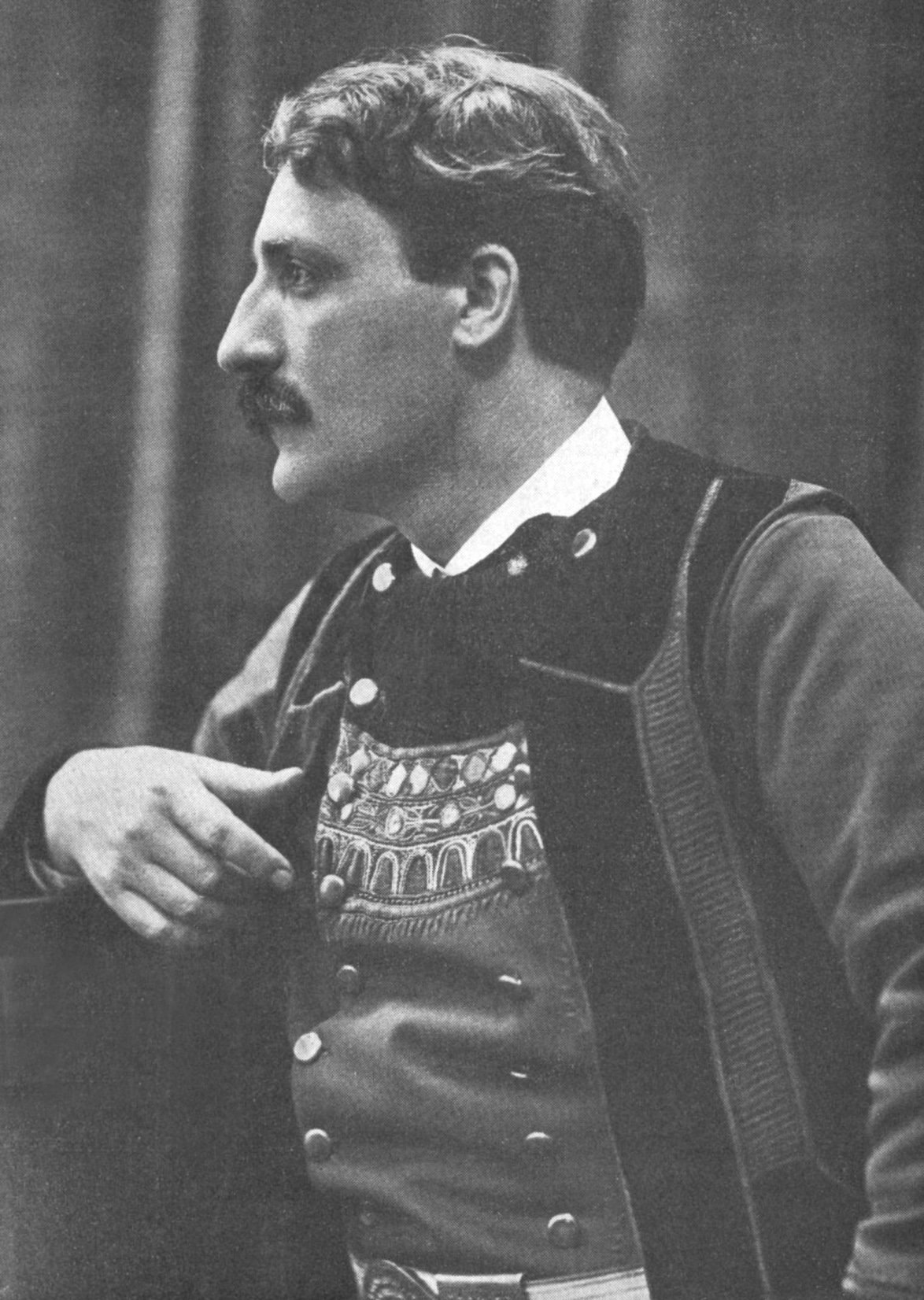
Théodore Botrel.

Théodore Botrel, född 14 september 1868 och död 28 juli 1925, var en fransk visdiktare.
Botrel var under första världskriget franska arméns främste visdiktare. Från den tiden härstammar hans visor Chants du bivouac (1915) och Chansons de route (1916). Tidigare hade Botrel publicerat flera diktsamlingar med motiv från Bretagne.